# Charles Fitzgerald Sowerby
Charles FitzGerald Sowerby (Wycliffe Hall, 31 luglio 1866 – battaglia dello Jutland, 31 maggio 1916) è stato un militare britannico, che durante la prima guerra mondiale fu comandante dell'incrociatore da battaglia Indefatigable nella battaglia dei Dardanelli e  nella battaglia dello Jutland. Mentioned in Despatches (London Gazette, 6 July 1916).

## Biografia

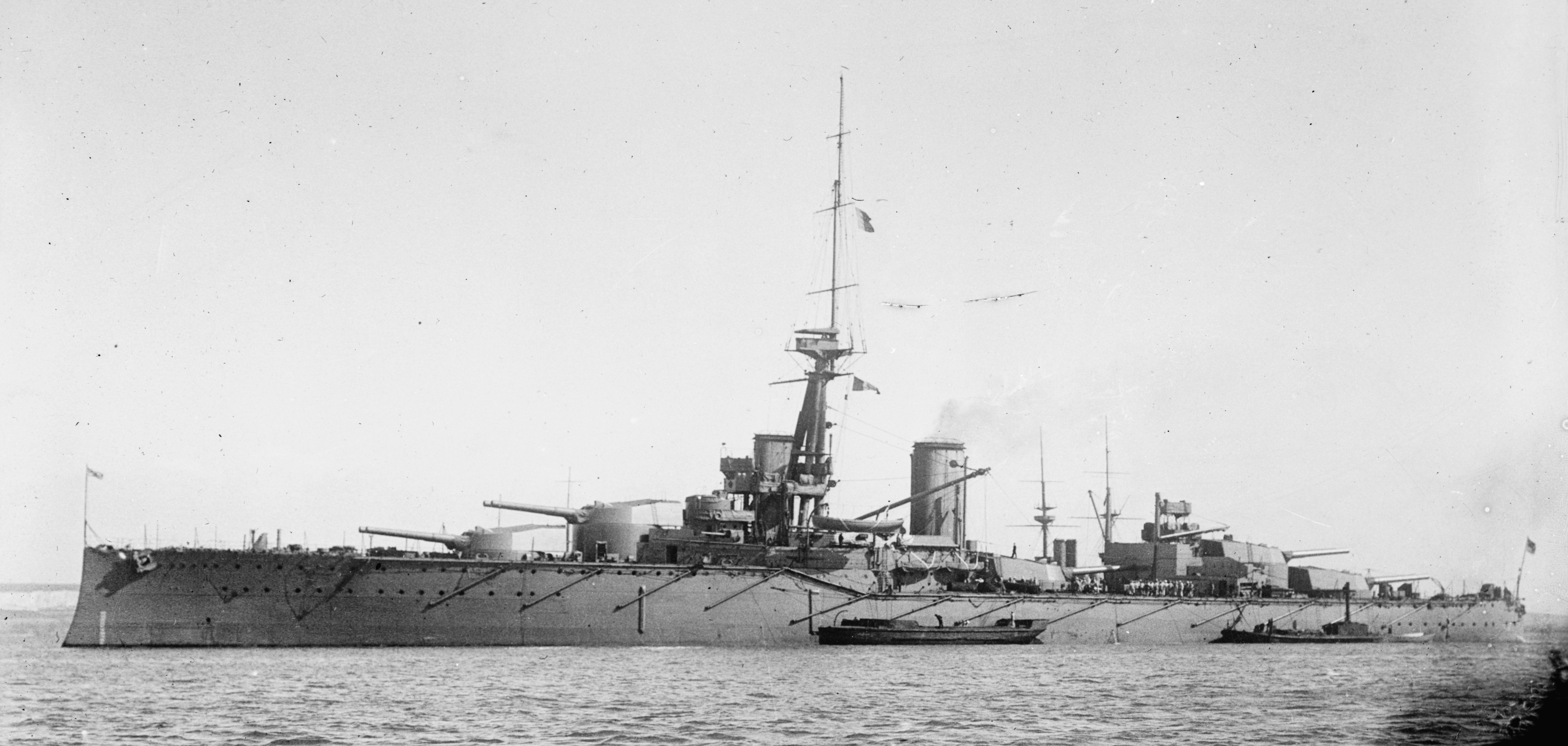
La nave da battaglia Monarch.

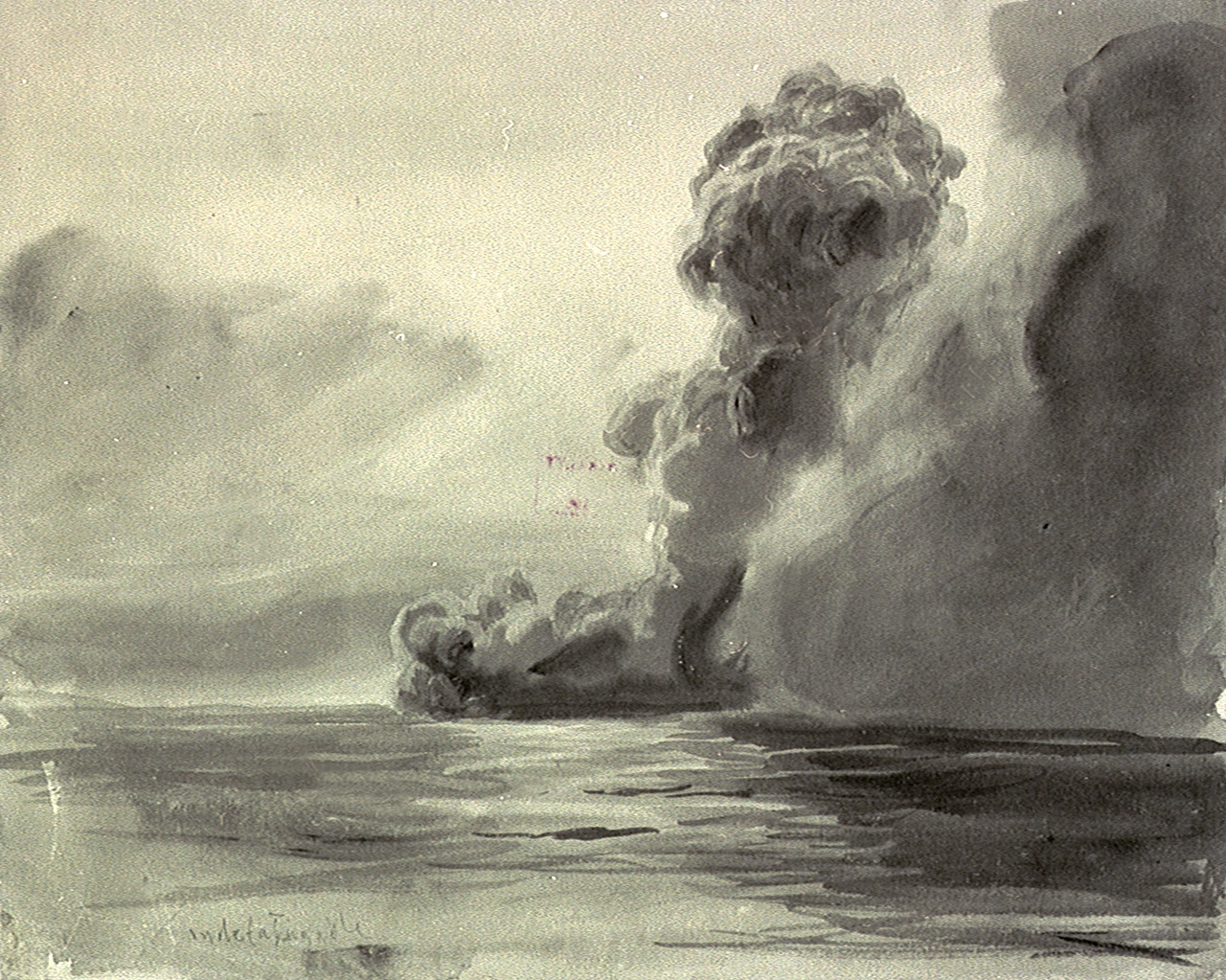
L'esplosione dell'incrociatore da battaglia Indefatigable al largo dello Jutland, il 31 maggio 1916. Dipinto di William Lionel Wyllie.

Nacque il 31 luglio 1866 a Wycliffe Hall figlio di Thomas Charles Johnson Sowerby (1839-1890) e di Julian Cecilia Wilson (1841-1898).
Il 15 gennaio 1880 si arruolò nella Royal Navy con il grado di guardiamarina, e nel 1881 risultava assegnato alla base navale HMS Vernon a Portsmouth. Promosso tenente di vascello nel 1888, tra il 22 luglio e il 28 agosto 1890 fu comandante della torpediniera TB-67, con cui partecipò alla gradi manovre annuali. Il 9 settembre 1891 fu assegnato in servizio sulla HMS Vernon. Durante la mobilitazione del 1892 issò la sua insegna sulla torpediniera TB-83. Il 15 agosto dello stesso anno fu assegnato in qualità di ufficiale addetto ai siluri sull'incrociatore protetto Narcissus.
Quattro anni dopo, il 5 giugno 1896 fu riassegnato in servizio sulla HMS Vernon, trasferito il 19 agosto dello stesso anno sulla HMS Defiance.
Il 30 giugno 1900 fu promosso commander, e il 29 dicembre 1903 fu assegnato in servizio sulla nave scuola Britannia di base a Dartmouth. Divenuto captain il 1º gennaio 1905, il 3 dello stesso mese assunse il comando dell'incrociatore protetto Isis. Il 20 aprile 1907 passò al comando dell'incrociatore corazzato Cumberland, e l'11 luglio dell'anno successivo fu assegnato al Naval Intelligence Department. L'11 novembre sostituì il capitano Horace Hood come addetto navale presso l'Ambasciata di Gran Bretagna a Washington, negli Stati Uniti d'America. Il 1º giugno 1912 fu sostituito dal capitano Heathcoat Salusbury Grant, e il 16 ottobre dello stesso anno assunse il comando della nave da battaglia Monarch, che mantenne sino al 29 dello stesso mese. Il 24 febbraio 1913 assunse il comando dell'incrociatore da battaglia HMS Indefatigable.
Quando scoppiò la prima guerra mondiale lo Indefatigable prestava servizio con il 2st Battle Cruiser Squadron (BCS). Mandata nel Mar Mediterraneo in seguito la nave bombardò le fortificazioni ottomane a difesa dello stretto dei Dardanelli il 3 novembre 1914, e quindi, dopo aver eseguito lavori di raddobbo a Malta, ritornò nel Regno Unito nel febbraio 1915, dove rientrò in servizio nel 2st BCS.
Il 31 maggio 1916 lo Indefatigable prese parte alla battaglia dello Jutland, in forza alla flotta di incrociatori da battaglia del viceammiraglio Sir David Beatty. Colpita più volte nei primi minuti della fase di apertura del combattimento, i proiettili da 280 mm dell'incrociatore da battaglia tedesco Von der Tann penetrarono nello scafo, causando una prima esplosione che lo squarciò, mentre una seconda esplosione fece deflagrare la nave che saltò in aria affondando rapidamente. Solo due membri dell'equipaggio di 1.019 sopravvissero, l'Able Seaman Frederick Arthur Gordon Elliott e il Leading Signalman Charles Farmer. Il suo corpo non venne mai ritrovato, ed egli è ricordato nel Plymouth Naval Memorial.

### Annotazioni
1. ↑  Prestò servizio su un'ampia varietà di navi, dalla HMS Martin, un brigantino a vela in legno, alla HMS Indefatigable, un incrociatore da battaglia.
2. ↑  Originario di Ketton, Rutland. Thomas Sowerby prestò servizio come tenente nella milizia del South Durham, ed è stato descritto nei documenti del censimento come proprietario terriero e magistrato.
3. ↑  La coppia, sposatasi nel 1865 a Darlington ebbe cinque figli maschi e tre femmine.
4. ↑  Si recò a Washington navigando, in una cabina di prima classe, a bordo della nave passeggeri RMS Campania imbarcandosi a Liverpool per New York il 31 novembre 1908.

### Fonti
1. 1 2 3 4 5 6  Durham at War.
2. 1 2 3  Dreadnought Project.
3. ↑  "Naval Intelligence", The Times, Friday, 19 July, 1890. Issue 33068, col C, p. 12.
4. ↑  "Naval and Military Intelligence" (Official Appointments and Notices). The Times, Thursday, 10 September, 1891. Issue 33426, col F, p. 7.
5. ↑  "Naval & Military Intelligence" (Official Appointments and Notices). The Times, Saturday, 9 July, 1892. Issue 33686, col E, p. 7.
6. ↑  "Naval & Military Intelligence" (Official Appointments and Notices), The Times, Friday, 29 July, 1892. Issue 33703, col F, p. 3.
7. ↑  "Naval and Military Intelligence" (Official Appointments and Notices), The Times, Thursday, 4 June, 1896. Issue 34908, col C, p. 6.
8. ↑  "Naval & Military Intelligence" (Official Appointments and Notices), The Times, Tuesday, 28 July, 1896. Issue 34594, col B, p. 12.
9. ↑  "Naval & Military Intelligence" (Official Appointments and Notices), The Times, Tuesday, 1 December, 1903. Issue 37252, col A, p. 6.
10. 1 2 3  Bennett 2014, p. 166.